# 芸能人こだわり王講座 イケタク
『芸能人こだわり王講座 イケタク』（げいのうじんこだわりおうこうざ イケタク）は、2009年4月6日から9月24日まで毎週月曜日から木曜日の24:35 - 24:45（JST）にフジテレビ系で放送されたバラエティ番組。ハイビジョン制作、字幕放送（同時ネット局のみ）。

## 概要
- 「イケタク」とは"イケてるオタク"の略であり、ゲストが意外な「趣味・こだわり」を熱く語り尽くす番組である。
- これまで2回特別番組として放送されてきた（2008年10月20日（ニューカマーズ枠で放送）・2009年2月14日）が、この度レギュラー化された。
- メイン司会を務めるつるの剛士は初の帯番組司会を務める。
- GEORGIA（日本コカ・コーラ）の一社提供であり（レギュラー番組版、フジテレビのみ）、レギュラー番組版の正式なタイトルは『ジョーデキ!!芸能人こだわり王講座 イケタク』となっていた。なお、提供読みはメイン司会のつるのが行っていた。
- 本枠が録画番組になるのはコンバット以来1年半ぶりとなり、この時間帯では初となる文字多重放送も始まった。
- 2009年9月8日には『カスペ!』枠にて『芸能界（秘）こだわり王グランプリ!イケタクSP』というタイトルでゴールデンタイムに全国ネットで特番が放送された。この番組でつるのは初めてゴールデンタイム枠での司会を務めることになる。
  - 尚、レギュラー放送は2009年9月24日をもって終了したが、2009年11月24日と2010年7月20日[2]には再びカスペ!枠で特別番組として放送されている。

## 出演者
メイン司会
- つるの剛士

アシスタント
- 特別番組時（レギュラー放送前）:平井理央
- レギュラー放送時（カスペ!特番化移行後も）:加藤綾子

共にフジテレビアナウンサー

## 講義テーマとイケタクゲスト

### ニューカマーズ版
- 醤油：つんく♂
- 家電（テレビ）：細川茂樹
- 図鑑：本上まなみ
- 団地：大山顕

### 特別番組版第2回
- 家電（冷蔵庫）：細川茂樹
- 百円ショップ：千秋
- ごはん：つんく♂
- 部屋選び：はるな愛
- 水：春風亭小朝
- デパ地下：平岩理緒

### レギュラー放送時
1. 家電：細川茂樹
2. ぎょうざ：林家正蔵
3. 動物園：柴田英嗣
4. ホルモン：中川翔子
5. ポイントカード：森永卓郎
6. 下北沢：清水ミチコ
7. インスタントラーメン：優木まおみ
8. 防犯家電：細川茂樹
9. マンガ喫茶：田村亮
10. ファミレス：ギャル曽根
11. TSUTAYA：ザ・たっち
12. 食べ放題：東龍
13. ユニクロ：オレクロ
14. アイス：ギャル曽根
15. ドラゴンクエスト：川島明
16. 109：益若つばさ・梅田直樹
17. サファリパーク(1時間スペシャル)：柴田英嗣
18. 花火：八田亜矢子
19. バーベキュー：ヒデ
20. 冷し中華：林家正蔵
21. 秋葉原：森永卓郎＆加藤夏希
22. 総集編＆未公開
23. うまい棒：眞鍋かをり
24. せまいこだわりわかってほしいSP(1) 本の帯：オードリー若林 資格：西村知美 業務用調理器具：TKO木本 歯ブラシ：カラテカ矢部
25. せまいこだわりわかってほしいSP(2) 相撲中継：ナイツ 掃除のコロコロ：大島美幸 キューピー：片瀬那奈 マンモス西：田村亮
26. つるのSP：飛び出し坊や、将棋

### カスペ!版
1. カレー：チュートリアル
2. 動物園：柴田英嗣
3. ディズニーランド：濱口優
4. 手みやげグルメ：春風亭小朝
5. ギョウザ：林家正蔵
6. ポイントカード：森永卓郎

### カスペ!版第2回
1. 野菜：田村淳
2. 動物：柴田英嗣
3. 寅さん：劇団ひとり
4. お歳暮：春風亭小朝

イケタク密着24時：森永卓郎

### カスペ!版第3回
1. コンビニスイーツ&おもちゃ（ミニカー、フィギュア、グリコのおまけなど）：森永卓郎
2. 焼き肉：鈴木Q太郎
3. インスタントラーメン：優木まおみ
4. 懐中電灯：川合俊一
5. タオル：坂上忍
6. 石（鉱物）：宮崎美子
7. 野草食：岡本信人

## スタッフ
- 構成：桜井慎一、大井達朗、山内正之、利光宏治、橋本りょうじ
- リサーチ：大森智仁（フルタイム）
- イラスト：友利琢也（STUDIO TOMORIX）
- WEB：城増美（デジタルスペック）
- 制作：清水宏泰（2009年6月まで協力P）
- 編成：佐々木渉
- 営業：出澤真理子
- 広報：島谷真理
- TK：楮本眞澄
- デスク：遠藤千恵美
- FD：武蔵祐輝
- ディレクター：浅野克己、渡辺資、岡田純一、杉原裕一、川瀬貴裕、大平進士
- 演出：木月洋介
- プロデューサー：浜野貴敏 / 神原孝、石井浩二
- エンディングテーマ：「笑顔のまんま (Live version)」つるの剛士（2009年9月～）
  - 「歩いて帰ろう」つるの剛士（～2009年9月）
- 技術協力：共同テレビ、FLT、IMAGICA、デジタルサーカス、マルチバックス
- 美術協力：フジアール
- 制作：フジテレビバラエティ制作センター
- 制作著作：フジテレビ

### 過去のスタッフ
- 編成：鈴木修太
- 営業：濵田俊也

## 放送時間
- 毎週月曜 - 木曜 24:35 - 24:45

### ネット局
すべて同時ネット
- フジテレビ
- 岩手めんこいテレビ
- 仙台放送

## 関連番組
- 〜ジョーデキ!POP COMPANY〜POP屋 - 2008年に同局で放送されたジョージア一社提供の深夜番組。
- クイズ!ヘキサゴンII - メイン司会のつるのが出演し、当番組と同じく神原がプロデューサーを務めていた同局のクイズ番組。